# Миранда Кър
Миранда Кър (на английски: Miranda Kerr) е австралийски модел и бизнесдама.

## Биография и кариера
Родена е на 20 април 1983 г. в Сидни, Австралия, но израства в Нов Южен Уелс. Известна е като един от ангелите на „Victoria's Secret“ от 2006 до началото на 2013 г.

### Начало на кариерата
През 1998 г. Миранда печели кастинг за модели и заминава за Сидни, където заснема първата си фотосесия за списание „Доли“. В 11-и клас подписва договор с „Chadwick Models Melbourne Division“. След това подписва договор с „Chic Management Sydney Division“. Оттогава Миранда става един от най-успешните модели в Австралия и Япония.
Участва в кампания на банските костюми на австралийската модна марка „Билабонг“. С това тя завладява модните пазари в Австралия и Япония и скоро заминава за Ню Йорк. Там тя подписва договор с модната ангенция „Next“ и започва да дефилира за най-известните световни модни марки, някои от които са „Roberto Cavalli“, „Levi's“, „Betsey Johnson“, „Rock and Republic“, „Blumarine Swimwear“ и др. Появява се в списанията „Ел“, австрийското издание на „Вог“, „Харпарс базар“ и в телевизионните реклами на марки като „Portmans“, „Bonds“ и „Veet“.
През 2006 г. Миранда Кър подписва договор с козметичния гигант „Мейбълин Ню Йорк“. Нейни реклами за марката се появяват в списанията „Космополитан“, „Клео“ и „Ел“. Миранда започва да се появява и в каталози на „Victoria's Secret“. Скоро тя подписва договор с марката и става първият австралийски ангел на „Victoria's Secret“.

### Личен живот
През 2014 г. тя споделя, че е бисексуална в интервю за GQ. Кър е християнка.
През 2007 г. е във връзка с Орландо Блум, за когото се жени през юли 2010 г. На 6 януари 2011 г. се ражда синът им Флин Кристофер Бланчард Копеланд Блум. През октомври 2013 г., Кър и Блум се развеждат.